# الکسندرا اورلاندو
الکسندرا اورلاندو (به انگلیسی: Alexandra Orlando) ژیمناست زادهٔ ۱۹ ژانویهٔ ۱۹۸۷ میلادی اهل کشور کانادا است.